# Kanonerna på Navarone (film)
Kanonerna på Navarone är en amerikansk-brittisk film från 1961 baserad på romanen med samma namn från 1957 av Alistair MacLean. I ledande roller finns Gregory Peck, David Niven och Anthony Quinn.

## Handling
Under andra världskriget bevakar tyskarna en viktig sjöled i Egeiska havet med ett batteri väldiga kanoner som är insprängda i ett berg på ön Navarone. En liten tapper skara från de allierade, främst britter, får i uppdrag att ta sig dit och förstöra kanonerna innan en konvoj med båtar måste passera. Under vägen dit upptäcker truppen att någon av dem är en förrädare.

## Om filmen
Flera av de skådespelare som är med i filmen var med i andra världskriget. David Niven bär till exempel en basker med ett märke från lätta infanteriet där han var förlagd under kriget.
Filmen fick 1978 en uppföljare, Styrka 10 från Navarone.

## Rollista (i urval)
- Gregory Peck - Capt. Keith Mallory
- David Niven - Cpl. Miller
- Anthony Quinn -   Col. Andrea Stavros
- Stanley Baker - Pvt. 'Butcher' Brown
- Anthony Quayle - Maj. Roy Franklin
- James Darren - Pvt. Spyros Pappadimos
- Irene Papas - Maria Pappadimos
- Gia Scala - Anna
- James Robertson Justice - Commodore Jensen/Prologue Narrator
- Richard Harris - Squadron Leader Howard Barnsby RAAF
- Allan Cuthbertson - Maj. Baker
- Bryan Forbes - Cohn